# Ångköket
Ångköket var namnet på ett soppkök som låg strax väster om platsen för nuvarande Feskekörkan, på Fisktorget vid Rosenlund i stadsdelen Inom Vallgraven i Göteborg.
För att lindra fattigdomen, hade ett bolag bildats av en rad inflytelserika personer i syfte att gratis och för avhämtning tillgodose "väl lagad och närande föda". Föredömet till ångköket hämtades från Köpenhamn, den Egestorffska spisinrättningen, och aktieteckning till dess motsvarighet i Göteborg startade i januari 1857.
Arbetet påbörjades under hösten 1857, och byggnaden ritades av arkitekten Frans Jacob Heilborn och uppfördes av byggmästare Ulrich. Ångköket invigdes 1 december 1858 och byggnaden med inventarier hade då kostat närmare 90 000 riksdaler. Bland annat hämtades själva ångkokapparaten från England.
Ångköket blev omgående mycket uppskattat och redan den första dagen hade man 700 kunder, andra dagen 800, tredje dagen var de tillagade 800 portionerna slut redan klockan två och fjärde dagen hända samma sak, trots att man ökat portionernas antal till 1 000! Det beslutades snart att ångköket skulle hålla öppet också på kvällarna, då även för servering på stället. Det visade sig dock att ångköket inte bara besöktes av fattiga utan även av människor i allmänhet, som sökte sig dit för en gratisportion.
Från 1861 utarrenderades Ångköket och 1862 tillkom en filial vid Götgatan 9. Ångköket upphörde med sin verksamhet under sommaren 1865, då byggnaden för 52 000 kronor uppläts åt Praktiska Hushållsskolan, som därefter sålde den vidare till handlanden Pehr August Hagberg, eftersom man 1875 flyttade verksamheten till den nya skolan vid Haga Kyrkogata 3. Hagberg var bland annat ledamot av Göteborgs stadsfullmäktige och bedrev speceriaffär i fastigheten, speciellt uppskattad av skärgårdsborna.
I huset har också funnits ett utlämningsställe, Brännvinsminuthandelslokalen nr 10 (motsvarande Systembolaget). Då Systembolaget upphörde på 1930-talet, flyttade skeppsfourneringsfirman Jul. Albrechtson & Co. hit. Man flyttade dit från lokaler på andra sidan gatan, där man bedrivit verksamhet sedan 1898, och var kvar fram till att huset revs 1968.